# Elsbeth van Oostrom
Elsbeth van Oostrom (Schiedam, 21 juni 1982) is een Nederlands rolstoelbasketbalster en woont in Arnhem.
Vanaf haar achttiende speelt van Oostrom basketbal.
Van Oostrom kreeg op haar twaalfde een bal tegen haar been bij de gymles, waarna het dik, pijnlijk en koud werd. In het ziekenhuis bleek ze posttraumatische spierdystrofie te hebben. Doorgaans zit ze in een rolstoel, maar binnenshuis kan ze nog kleine stukjes lopen.
Na eerst bij het Nederlandse jeugdteam te hebben gespeeld kwam van Oostrom bij het Nederlandse vrouwen Basketbalteam. Van Oostrom kwam in 2008 voor Nederland uit op de Paralympische Zomerspelen in Peking alwaar ze de kwartfinales met het team wist te behalen.
In het dagelijks leven is zij leerkracht op een basisschool.